# Vermessungspfeiler

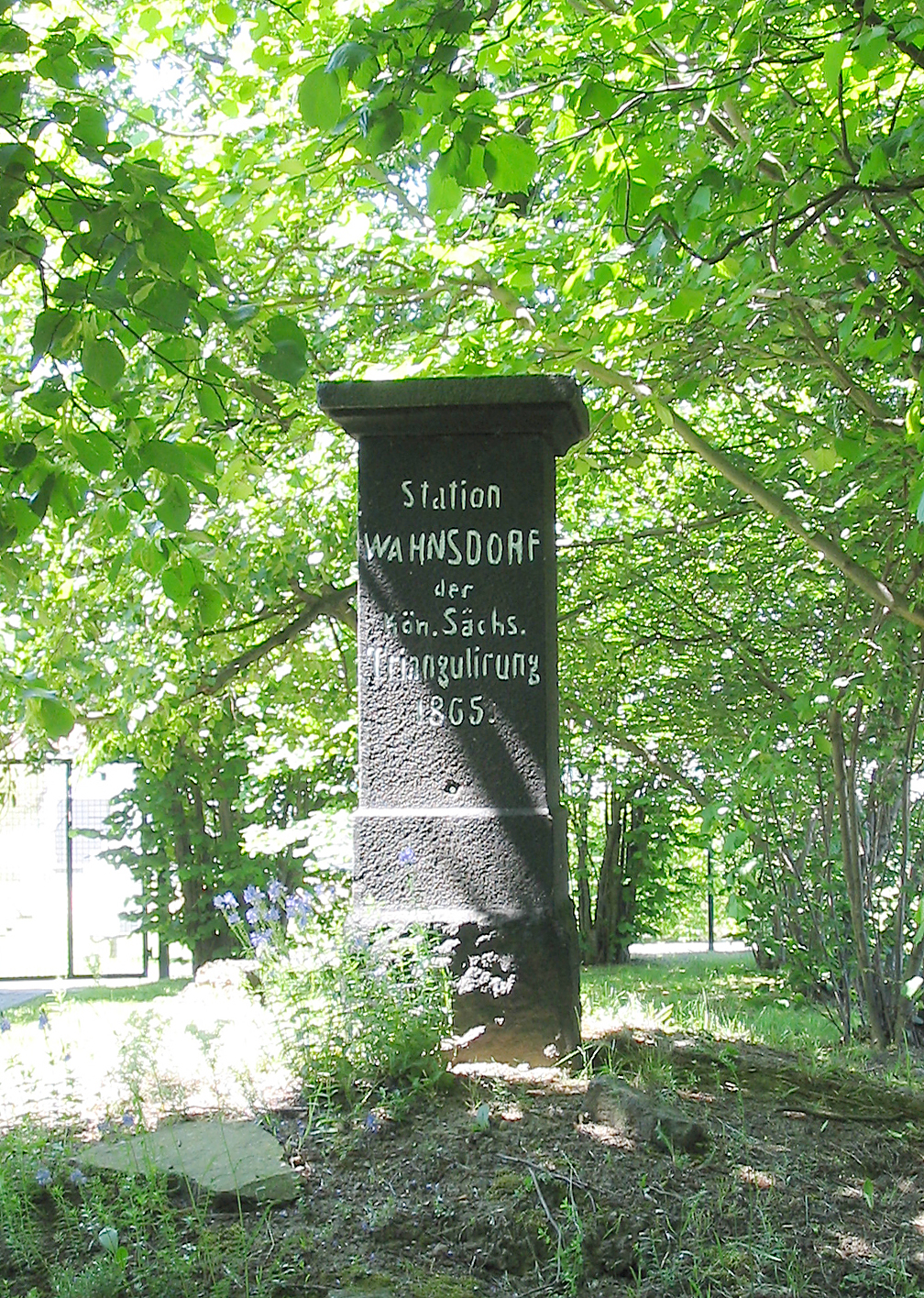
Triangulationspfeiler bei Wahnsdorf, Sächsische Triangulierung 1805

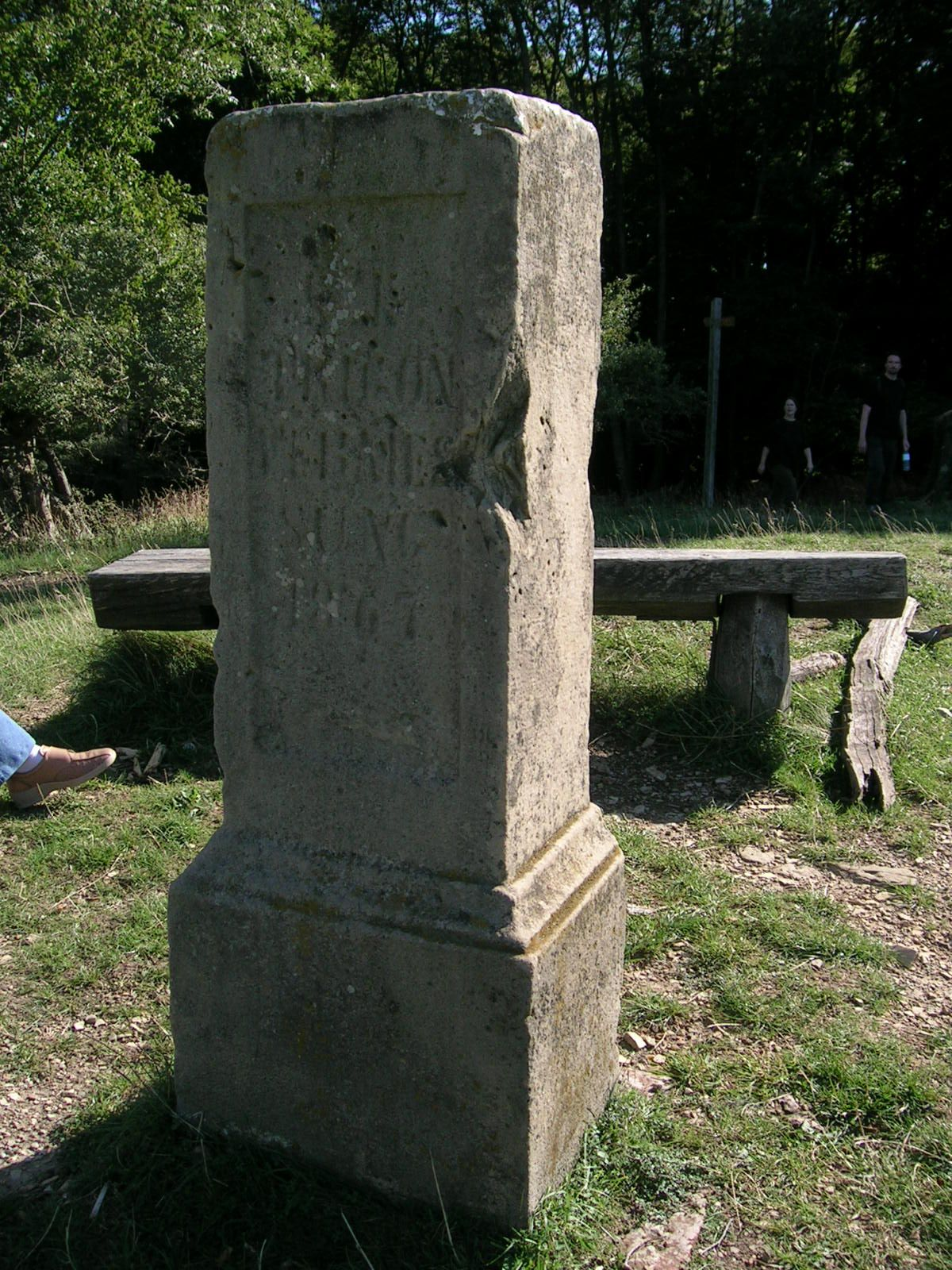
Triangulationspfeiler Wienerblick von 1867, am Steilhang westlich der Stadt

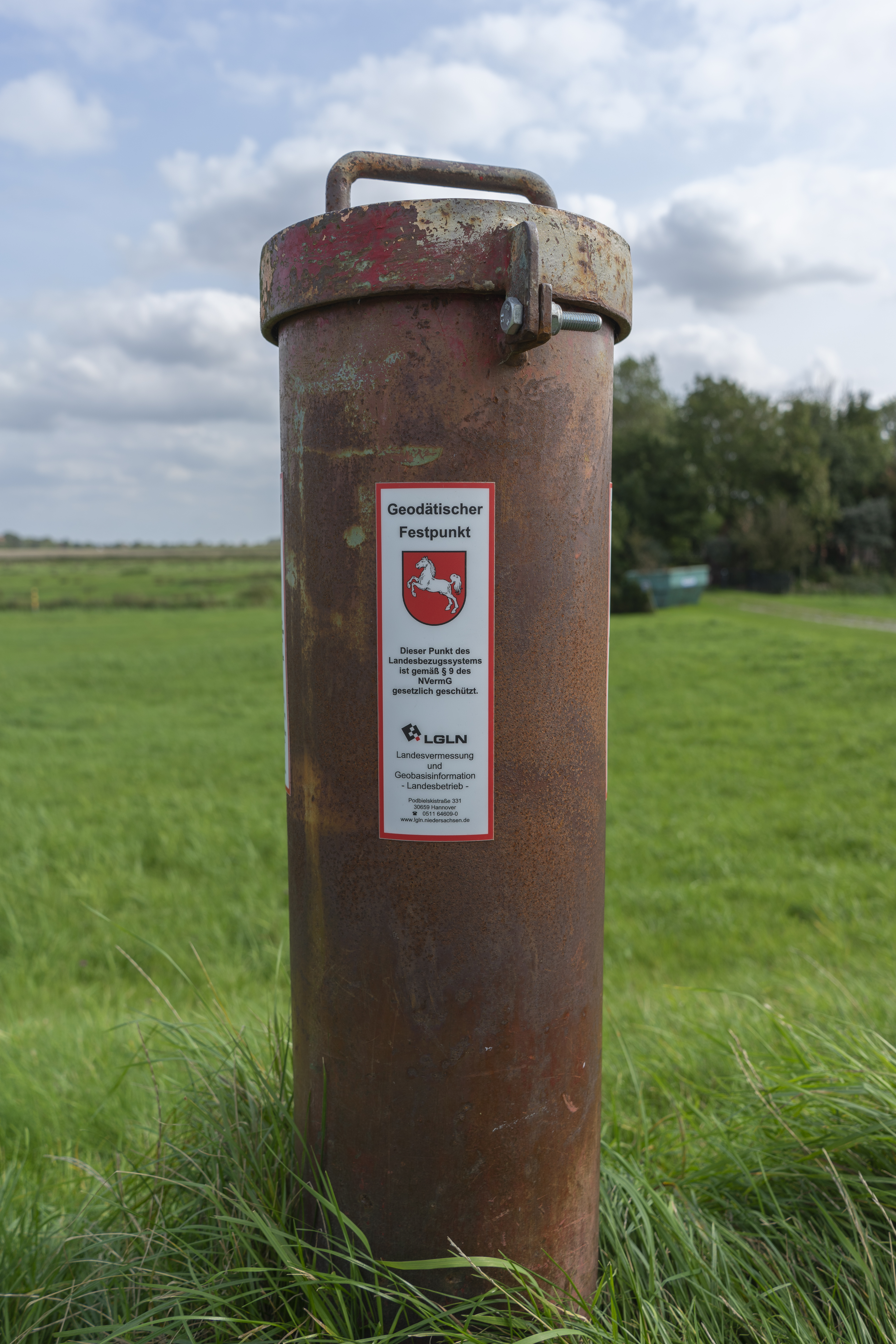
Markierungsstelle mit Hinweis (Niedersachsen)

Ein Vermessungspfeiler oder Messpfeiler ist die stabilste Vermarkung für einen Vermessungspunkt. Es kann aus Beton hergestellt oder gemauert sein; bisweilen wird auch örtlich vorhandenes Felsgestein verwendet (im Bild: harter Sandstein).
Solche Pfeiler sind etwa 1,20 Meter hoch mit einem Querschnitt von mindestens 35 cm × 35 cm – je nach den Ausmaßen des größten verwendeten Messinstruments. Sie werden vor allem für Messpunkte errichtet, auf denen wiederholte Beobachtungen erforderlich sind – z. B. bei Deformations- und Kontrollmessungen an Staumauern oder anderen technischen Großprojekten.
Auch in der Landesvermessung ist die Errichtung von Pfeilern an Trigonometrischen Punkten (TP) nützlich, wenn dort spezielle Beobachtungen vorgesehen sind, wie präzise Lotabweichungen mit großen Astrolabien oder astro-geodätische Azimute zur übergreifenden Netzkontrolle (Laplacepunkte).
Ein stabiler Pfeiler muss mindestens 80 cm tief fundiert oder direkt auf gewachsenem Fels errichtet werden, da die Frosttiefe in vielen Wintern 60 cm beträgt. In den quadratischen Querschnitt ist oben eine Edelstahl- oder Messingplatte eingelassen, auf deren Zentrum das Messinstrument (Universalinstrument, Triangulations-Theodolit, elektronischer Distanzer etc.) genau aufgesetzt oder angeschraubt wird. Pfeiler für astronomische und Laplacepunkte haben im Allgemeinen einen Querschnitt über 40 cm, um auch ein Passageinstrument oder ein Danjon-Astrolab aufstellen zu können. Für besonders kritische Messungen – z. B. auf den Portalpunkten eines Tunnels – muss für den Geodäten ein eigenes Podest aus Holz errichtet werden, um der geringsten Pfeilerdrehung und -neigung vorzubeugen, die durch die Bewegungen des Beobachters entstehen würde.
Besonders massive und thermisch stabile Pfeiler sind für große Instrumente auf Sternwarten nötig. Ihre Fundierung reicht nicht nur bis zur Frostgrenze im Boden, sondern viele Meter tiefer. Beton ist thermisch ungünstig, eine bewährte Bauart ist hingegen die hinterlüftete Ziegelbauweise.